# Predanovci
Predanovci (madžarsko Rónafő) so naselje v Občini Puconci.

## Prireditve
Leta 1929, 1956, 1961, 1970, 2002 in 1962, 1976 v skrčeni obliki na ptujskem karnevalu. Borovo gostüvanje.